# Finale del campionato NFL 1949
La finale del campionato NFL 1949 è stata la 17ª del campionato della NFL. La gara si tenne il 18 dicembre 1949 al Memorial Coliseum di Los Angeles tra Los Angeles Rams e Philadelphia Eagles. La gara è ricordata per essersi svolta sotto un violento acquazzone che rese il campo di gioco estremamente fangoso.
La gara vedeva la presenza dei campioni della Eastern division e campioni NFL in carica, gli Eagles (11–1), contro i Rams (8–2–2), vincitori della Western Division. Fu la prima finale di campionato a tenersi a Los Angeles. L'ultima apparizione dei Rams in finale era stata nel 1945 quando la squadra si trovava ancora a Cleveland.
Questa fu la prima finale ad essere trasmessa in televisione, anche se solo nella Costa Ovest, sotto gli auspici dell'allora Commissioner della lega, Bert Bell.

## Marcature
- Primo quarto
  - Nessuna
- Secondo quarto
  - Phil- Pihos su passaggio da 61 yard di Tommy Thompson (extra point trasformato da Patton kick) 7–0 PHI
- Terzo quarto
  - Phil-Skladany su ritorno di punt bloccato (extra point trasformato da Patton) 14–0 PHI
- Quarto quarto
  - Nessuna